# Abstrakt
Abstrakt (z angl. abstract), též referát je stručný výtah vědeckého článku, dizertační práce či jiné kvalifikační práce dle požadavku školy (diplomové bakalářské, magisterské...), stručný výtah ze sborníku z konference atp. nebo stručný výtah jakékoliv hloubkové analýzy jakéhokoli předmětu nebo disciplíny. Slouží především jako pomoc čtenáři rychle se zorientovat v dané práci. Nachází se vždy na začátku práce.
Abstrakt (referát) je redukovaný text, který bez doplňkových nebo hodnotících informací charakterizuje obsah dokumentu. Základními vlastnostmi abstraktu jsou výstižnost, přehlednost, jasnost, stručnost, přesnost, objektivnost a čtivost. Formulován je v přirozeném jazyce – obvykle ve větách. (Někdy jen heslovitě, telegrafickým stylem.) Abstrakt může používat textových formulací z referovaného dokumentu, ale jako celek je formulován nově.
Abstrakt je obvykle rozdělen do logických částí obdobně jako vlastní práce. Může tedy obsahovat informaci o podkladech, úvod, cíle, metody, výsledky a závěr. Akademický abstrakt obvykle nastiňuje čtyři podstatné složky kompletní práce:
- těžiště výzkumu (tj. nastínění problematiky);
- použité výzkumné metody – kvalitativní (experiment, případová studie aj.), kvantitativní (kvantifikační metoda, statistická metoda);
- výsledky výzkumu;
- celkový závěr a doporučení. Může obsahovat stručné reference.

Délka abstraktu záleží na disciplíně, zvyklostech daného časopisu nebo jiného média i na požadavcích zadavatele či autora práce. Typická délka je od 100 do 500 slov, zřídka více než jedna strana. Abstrakty příspěvků v periodikách se umísťují před úvod článku, uvádějí se v národním jazyce a zpravidla v angličtině. Bývají graficky upravené (formátované) odlišně než vlastní článek.
Ve spojení s bibliografickými záznamy referovaných dokumentů se referáty (abstrakty) publikují v referátových publikacích (např. referátové bibliografie, referátová periodika apod.) Podle charakteru zpracování lze vydělit informativní, indikativní, kritický, modulární, analytický, monografický, přehledový, výběrový a autorský referát, přičemž autorský referát (abstrakt) je vytvořen autorem referovaného dokumentu; někdy bývá (jako synopse) publikován přímo v referovaném dokumentu.
Stručnější než abstrakt a z hlediska použití obecnější (využitelná v odborné i populárně-naučné literatuře, beletrii, dle požadavku školy v kvalifikační práci, v knihkupecké bibliografii aj.) je anotace.